# Вања Берберовић
Вања Берберовић Шуберић (Котор, 17. септембар 1974) је црногорска фотографкиња и графички дизајнер. Позната је по свом раду у области уметничке и документарне фотографије, као и по педагошком ангажовању у Херцег Новом, где води радионице и промовише фотографију међу младима.

### Биографија
Вања Берберовић је рођена у Котору. Дипломирала је на Факултету примењених уметности и дизајна у Београду, на одсеку Примењена графика – фотографија, у класи професора Бранка Николића.
Професионалну каријеру започела је у иностранству, радећи као свадбена фотографкиња у Мајамију, САД. По повратку у Боку Которску, усмерава се на уметничку фотографију и педагошки рад. Њен рад обухвата пејзажну, портретну и документарну фотографију, а инспирацију често налази у природним лепотама Боке и свакодневици њених становника.

### Педагошки рад
Берберовић је једна од организатора и предавача „Мале школе фотографије“ у Херцег Новом, програма намењеног младима од 13 до 29 година. Радионице се одржавају у простору некадашњег фото студија Лафорест, а полазници се упознају са основама фотографије, историјом медија и делом значајних фотографа из региона.
У свом педагошком раду, посебно истиче значај психолошког аспекта фотографије и важност развијања креативности код младих.

### Изложбе и радови
Своје радове излагала је на више групних изложби у земљи и иностранству. Њене фотографије налазе се и у понуди галерије „Пасара Артс & Крафтс“ у Херцег Новом.
Берберовић је сарађивала са културним институцијама, као што је Музеј Херцеговине у Требињу, где је учествовала у фотодокументацији изложби.

### Утицај
Кроз педагошки и уметнички рад, Вања Берберовић доприноси развоју фотографске културе у Боки Которској и ширем региону. Њен рад је препознат у оквиру културних манифестација и едукација младих уметника.